# 信用保証協会法
信用保証協会法（しんようほしょうきょうかいほう、昭和28年8月10日法律第196号）は、中小企業者等が銀行その他の金融機関から貸付等を受けるについてその貸付金等の債務を保証することを主たる業務とする信用保証協会の制度を確立し、もって中小企業者等に対する金融の円滑化を図ることに関する日本の法律である。
主務官庁は金融庁監督局銀行第二課協同組織金融室で、日本政策金融公庫を所管する経済産業省経済産業政策局産業資金課と連携して執行にあたる。旧金融監督庁の発足前は、大蔵省銀行局中小金融課が長年所管してきた。

## 構成
- 第一章　総則（第1条）
- 第二章　信用保証協会（第2条 - 第36条）
- 第三章　保証業務支援機関（第37条 - 第46条）
- 第四章　雑則（第47条 - 第53条）
- 第五章　罰則（第54条 - 第58条）
- 附則